# Măzăroi
Măzăroi – wieś w Rumunii, w okręgu Gorj, w gminie Stănești. W 2011 roku liczyła 60 mieszkańców.